# Людовик III Анжуйський

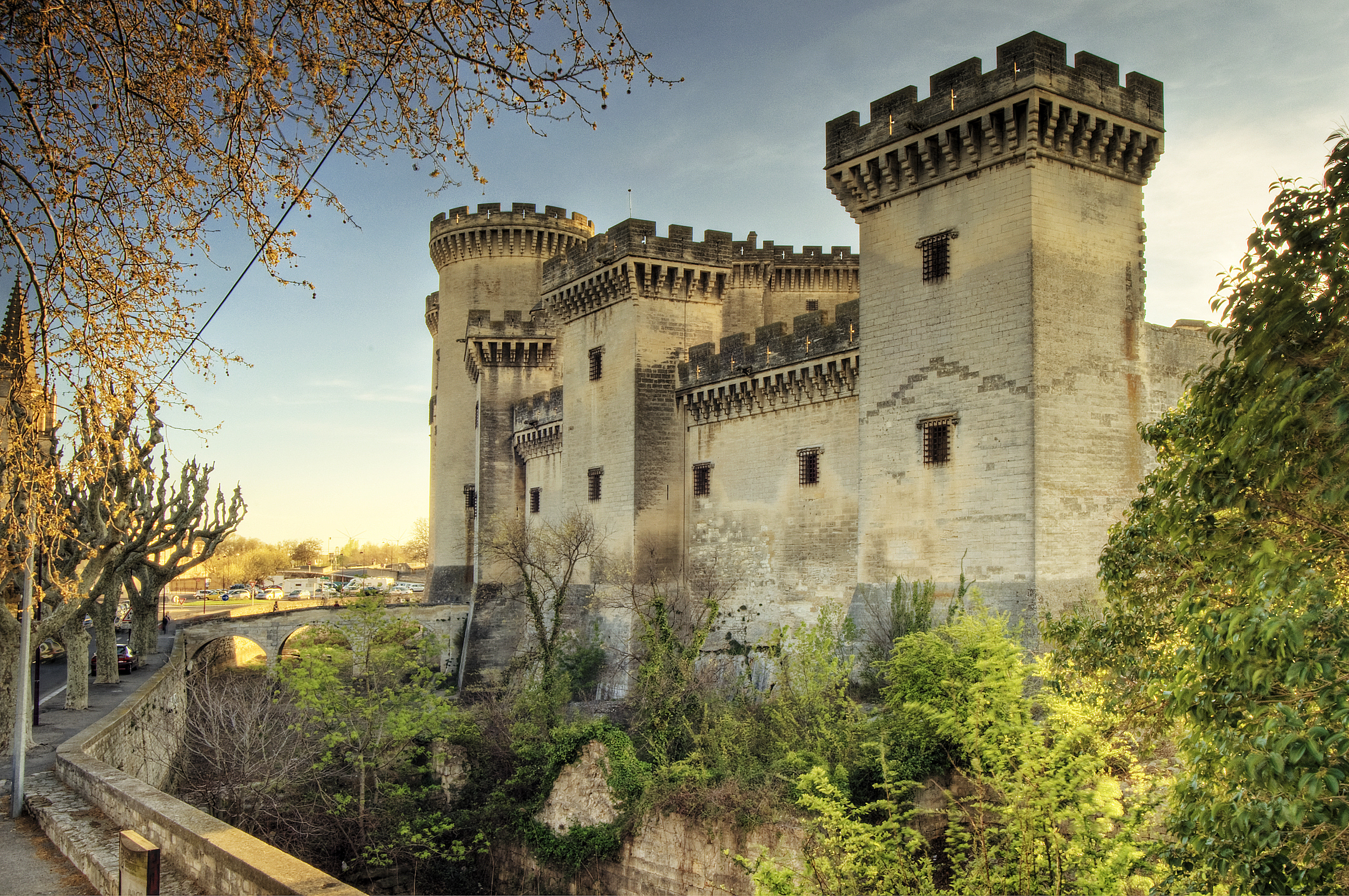
Замок Тараскон, збудований за Людовіка III

Людовик III Анжуйський (25 вересня 1403 — 12 листопада 1434) — старший син короля Неаполітанського Людовика II і Іоланди Арагонської. Після смерті батька у 1417 успадкував Анжу, Прованс та претензії на корону Неаполя.
У 1420 був визнаний папою Мартіном V (папи були верховними суверенами Неаполітанського королівства) спадкоємцем бездітної неаполітанської королеви Джованни II і зібрав у Римі велику армію для завоювання Неаполя. Перелякана Джованна II поспішно всиновила та визнала спадкоємцем Альфонса V, короля Арагону та Сицилії. Людовик III був змушений відступити.
Але незабаром Джованна II, стривожена тим, що Альфонс V вже веде себе в Неаполі як король, скористалася від'їздом Альфонса в Іспанію і скасувала усиновлення.
Настав зоряний час Анжуйських герцогів. У 1423 Джованна II усиновила тепер Людовика III, проголосила його своїм спадкоємцем та герцогом Калабрійським. У наступні роки Людовик III і Джованна вели боротьбу з арагонцями, які періодично поверталися.
Людовик III помер 1434 року, не залишивши дітей. Королева Джованна II, яка пережила його на рік, визнала спадкоємцем Рене Доброго — брата Людовика III.